# Cooper City
Cooper City est une ville du comté de Broward, en Floride, aux États-Unis.
Elle fait partie de l'aire métropolitaine de Miami.

## Démographie
| 1960 | 1970  | 1980   | 1990   | 2000   | 2010   |
| ---- | ----- | ------ | ------ | ------ | ------ |
| 550  | 2 535 | 10 140 | 20 791 | 27 939 | 28 547 |